# マルグリット・ド・フランドル (1272-1331)
マルグリット・ド・フランドル（フランス語：Marguerite de Frandre, 1272年 - 1331年）は、スコットランド王子アレグザンダーの妃、のちゲルデルン伯レイナウト1世の妃。

## 生涯
マルグリットはフランドル伯ギー・ド・ダンピエールとその2番目の妃イザベラ・フォン・ルクセンブルクの娘である。1281年、スコットランド王アレグザンダー2世は息子アレグザンダーとフランドル伯ギーの娘マルグリットとの結婚の交渉をギーと始めた。マルグリットとアレグザンダーは1282年11月14日にスコットランドのロクスバラで結婚し、翌日に祝宴が行われた。しかしアレグザンダーは20歳の誕生日の1週間後の1284年1月28日に死去した。
1286年7月3日、マルグリットはナミュールにおいてゲルデルン伯レイナウト1世と再婚した。2人の間には以下の子女が生まれた。
- ライナルト2世（1295年頃 - 1343年） - ゲルデルン伯
- マルガレーテ - クレーフェ伯ディートリヒ7世（9世）と結婚
- グイド（1315年以降没）
- フィリップ - 早世
- エリーザベト（1354年没） - ケルンの聖クララ女子修道院長
- フィリッパ（1352年没） - ケルンの聖クララ修道院の修道女